# Imigração nigeriana no Brasil
Um nigeriano-brasileiro é um brasileiro de total, predominantemente ou parcial ascendência nigeriana ou um nigeriano residente no Brasil.
Mais de 2.000 nigerianos viviam ilegalmente no Brasil e sem a documentação adequada antes de 9 de Fevereiro de 2009, quando começaram a se beneficiar com a anistia oferecida pelo governo brasileiro. O embaixador nigeriano para o Brasil, Mr. Garrick, fez isto ser de conhecimento público pela Agência de Notícias da Nigéria, em Brasília. Garrick disse que mais de 2.000 potenciais beneficiários nigerianos da proclamação de anistia brasileira estavam entre os 5.000 nigerianos que vivem atualmente no país. Em setembro de 2008, o governo nigeriano abriu a Casa da Nigéria ou Casa da Cultura Nigeriana, no bairro histórico do Pelourinho em Salvador, com o apoio dos governos da Bahia e do Brasil.

## Polêmica do professor universitário racista noNordesteem 2011
Um caso de preconceito racista e xenófobo de uma professora universitária contra um estudante nigeriano na Universidade Federal do Maranhão chocou o país em meados de 2011. Posteriormente, milhares de estudantes assinaram uma petição para a expulsão do professor.